# (474037) 2016 GX216
(474037) 2016 GX216 es un asteroide perteneciente al cinturón de asteroides, descubierto el 9 de marzo de 2005 por el equipo del Mount Lemmon Survey desde el Observatorio del Monte Lemmon, Arizona, Estados Unidos.

## Designación y nombre
Designado provisionalmente como 2016 GX21.

## Características orbitales
2016 GX216 está situado a una distancia media del Sol de 2,389 ua, pudiendo alejarse hasta 2,755 ua y acercarse hasta 2,023 ua. Su excentricidad es 0,153 y la inclinación orbital 2,596 grados. Emplea 1348 días en completar una órbita alrededor del Sol.

## Características físicas
La magnitud absoluta de 2016 GX216 es 17,762.